# Konstantin Cretius

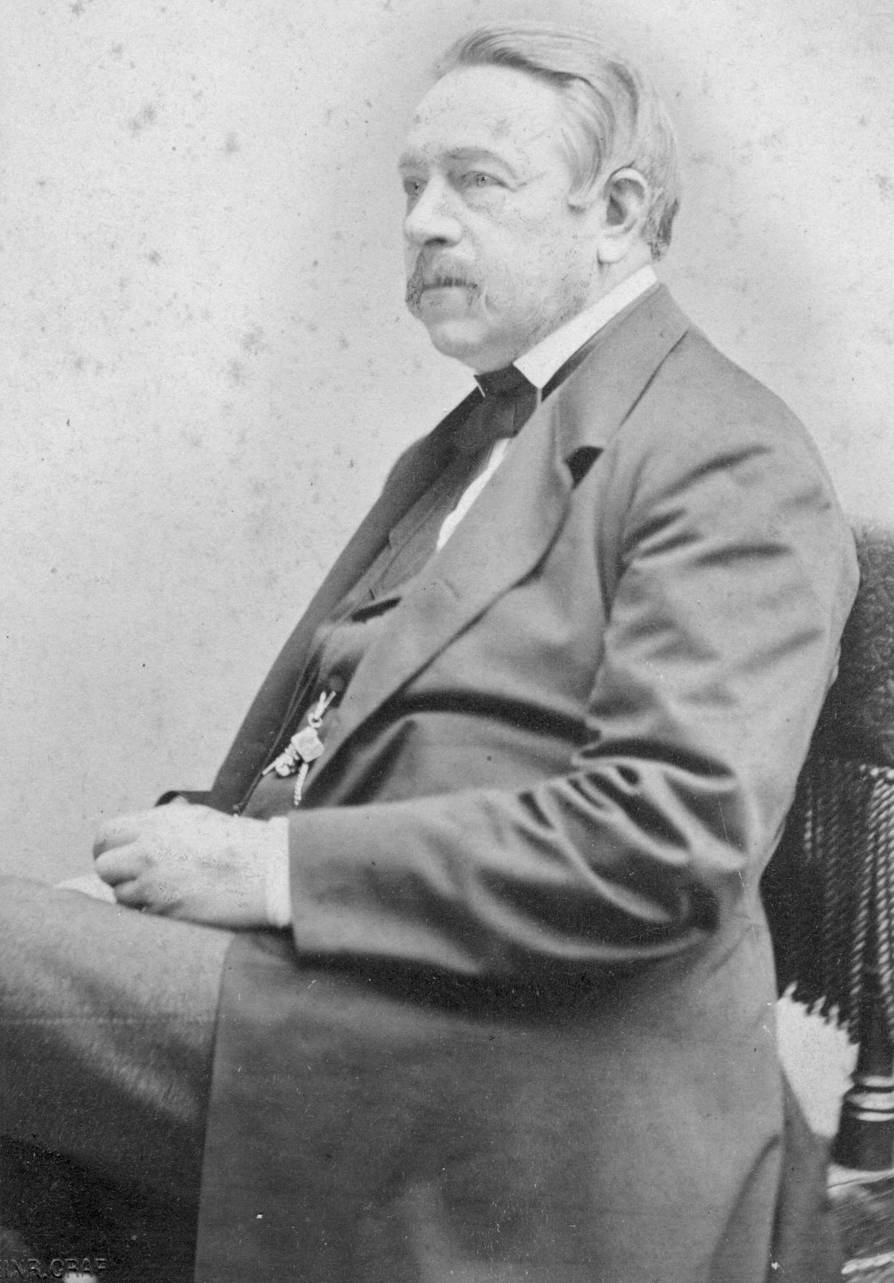
Konstantin Cretius.

Konstantin Johann Franz Cretius, född den 6 januari 1814 i Brieg i Schlesien, död den 26 juli 1901 i Berlin, var en tysk målare.
Cretius utbildade sig i Berlin under Karl Wilhelm Wachs ledning 1833-1836. Han vann 1838 akademiskt resestipendium med sin tavla Jakob sörjer Josef och genomvandrade därefter hela Italien, 1839-1842. Cretius målade älskvärda folklivsbilder därifrån, bland annat Ave Maria, En offentlig skrivare och Karnevalsafton i Rom, samt flera historiska genretavlor, exempelvis Fångna kavaljerer inför Cromwell (1867; i Berlins nationalgalleri). Han målade även ett porträtt av sultan Abd ül-Mecid I, för vilket han tilldelades Tugraorden.